# پان‌اسپرمیا

پان‌اسپرمیا

پان اِسپِرمیا (زبان یونانی:πανσπερμία که πᾶς/πᾶν (پاس/پان) به معنای همه و σπέρμα (اسپرما) به معنای بذر هستند) فرضیه‌ای است که معتقد است زندگی در جایی به وجود نمی‌آید بلکه همواره در جهان وجود داشته، بذرهای آن در جای جای جهان هستی، پراکنده شده و پیوسته از نقطه‌ای به نقطهٔ دیگر انتقال می‌یابد. طرفداران این فرضیه اعتقاد دارند اندامگان (حیات روی زمین) توسط این بذرها از فضا وارد زمین شده‌است.

## تاریخچهٔ فرضیه

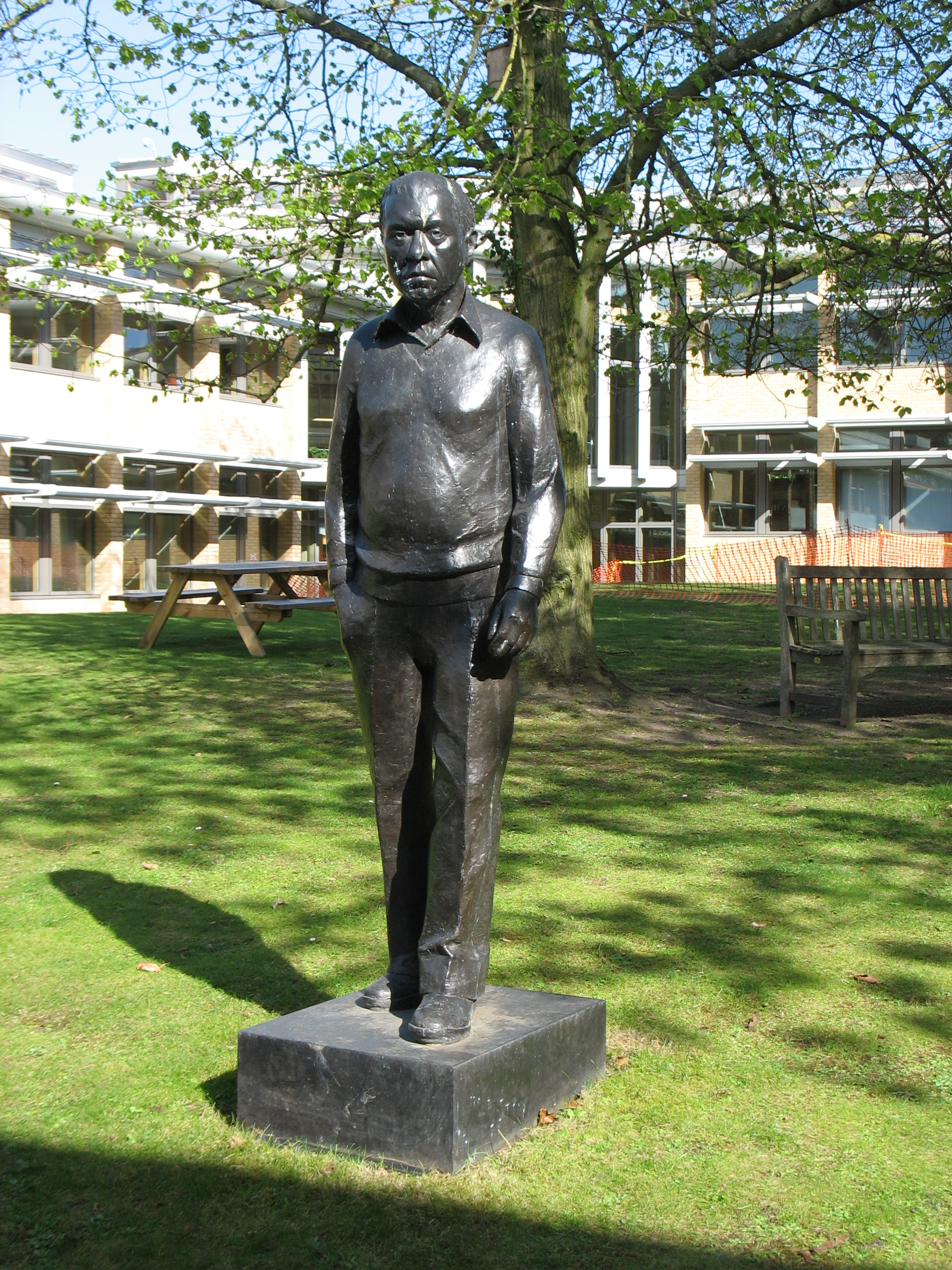
مجسمه ی فرد هویل اخترشناس بریتانیایی

زمانی که فیلسوف یونانی آناکساگوراس در قرن پنجم پیش از میلاد اعلام کرد که امکان دارد نطفه‌های حیات برای نخستین‌بار از فضا وارد کرهٔ زمین شده باشند، مورد توجه کسی قرار نگرفت؛ زیرا نظریهٔ ارسطو، مبنی بر زایش خود به خودی جانداران، سایه‌ای سنگین بر جامعهٔ علمی آن روزگاران افکنده بود.
این باور پس از آناکساگوراس بیش از دو هزار سال راکد باقی ماند تا اینکه در سال ۱۷۴۳ میلادی، مایلت آن را در نوشته‌های خود دوباره مطرح کرد. وی اعتقاد داشت موجودات زندهٔ کوچک، نخستین‌بار از فضا بر پهنهٔ اقیانوس‌های خالی از حیات زمین وارد شده‌اند و بعد از طی مسیر تکامل، جانداران امروزی را به وجود آوردند. در تاریخ ۹ آوریل ۱۸۶۴، لوئی پاستور، شیمیدان مشهور فرانسوی، با آزمایش‌های تاریخی خود نشان داد نظریهٔ زایش خود به خودی توهمی بیش نیست؛ تا بدین ترتیب پان اسپرمیا فرصتی برای نمایش دوباره به دست آورد.
دانشمند بریتانیایی، لرد کلوین (۱۸۷۱) و فیزیکدان آلمانی، هرمان فون هلمهولتز (۱۸۷۹)، در دههٔ ۱۸۷۰ با استناد به کشفیات پاستور، موجودات ریز مطرح‌شده توسط مایلت را همان باکتری‌ها اعلام کردند. در دههٔ ۱۹۰۰، شیمیدان سوئدی و برندهٔ جایزهٔ نوبل، سوانت آرنیوس (۱۹۰۳)، نشان داد هاگ باکتری‌ها قادرند در محیط فضا زنده مانده و حیات تازه‌ای را آغاز کنند. زیست‌شیمی‌دان روسی، آلکساندر اپارین و ژنتیک‌دان انگلیسی، هالدن، موضوع زایش خود به خودی را به شکلی متفاوت‌تر پیش کشیدند. آنان با آزمایش‌های خود نشان دادند حیات می‌تواند از باقی‌مانده دارای ژنوم موجود مرده دوباره آغاز شود.
در سال ۱۹۷۰، یک اخترشناس بریتانیایی بنام فرد هویل و پروفسور چاندرا ویکراماسینگه از دانشگاه کی‌یف، با رصد ستارگان دوردست و تجزیهٔ طیف نوری آن‌ها به کمک هم به شواهدی از امکان وجود مولکول‌های حیاتی در غبار پیش منظومه‌ای به دست آوردند. آن‌ها عنوان کردند که دنباله‌دارها و شهاب‌سنگ‌هایی که از این غبارها به وجود می‌آیند، می‌توانند حامل ترکیبات آلی و هاگ باکتری‌ها باشند. این اجرام که از سنگ و یخ تشکیل شده‌اند، قادرند این مواد را از فشارهای موجود در فضا حفظ کنند و به صورت سالم به زمین برسانند. همان‌طور که پیش‌تر بیان شد، گروه تحقیقاتی دکتر هنریش توانست با شبیه‌سازی غبار پیش منظومه‌ای با تابش امواج ۱۸۰ نانومتری، تولید اسید آمینهٔ طبیعی را مشاهده کند.
در حال حاضر، پروفسور ویکراماسینگه را می‌توان پرچمدار نظریهٔ پان‌اسپرمیا دانست. وی تحقیقات بسیاری را برای اثبات این نظریه انجام داده‌است و معتقد است پذیرش پان‌اسپرمیا نه تنها معادلهٔ منشأ حیات را حل خواهد کرد، بلکه مسیر جستجوهای ما را برای یافتن موجودات زندهٔ فرازمینی تغییر خواهد داد. فرایند تشکیل حیات بر روی زمین بسیار پیش‌تر از ۳ تا ۴ میلیارد سال پیش آغاز شده‌است. چرا که وقتی هنوز زمین متولد نشده بود، بذرهای زندگی سفر طولانی خود را به سمت این سیاره آغاز کرده بودند. وی با بیان اینکه فرایند تکامل داروینی در مورد تک سلولی‌ها کارایی چندانی ندارد، اظهار می‌دارد کار تولید سلول‌های زنده و سازمان‌دهی ارگان‌های آن در جایی دیگر اتفاق افتاده‌است. این پان‌اسپرمیا است که شدیداً اعلام می‌کند حیات در تمامی نقاط جهان وجود دارد. این‌که در یک سیارهٔ منظومهٔ خورشیدی، تمدنی هوشمند مانند نوع بشر، تا این حد متعالی می‌شود، ناشی از صلاحیت زمین برای پذیرش بذرهای زندگی است. شاید سیاراتی دیگر بسیار دورتر از ما، این شایستگی را میلیون‌ها سال پیش از زمین کسب کرده‌اند.